# 1976 en Belgique
Chronologie de la Belgique
- 1972
- 1973
- 1974
- 1975
- 1976
- 1977
- 1978
- 1979
- 1980

Cette page recense des événements qui se sont produits durant l'année 1976 du calendrier grégorien en Belgique.

## Chronologie

### Janvier
- 1 janvier : L'incendie du "6-9", une discothèque de La Louvière fait 15 morts et 17 blessés graves[1].

### Mars
- 31 mars : inauguration de la Fondation Roi Baudouin.

### Avril
- 19 avril : Incendie dans le centre de Bruxelles, un cinéma et 60 boutiques sont détruits, mais sans faire de victimes.

### Juin
- 27 juin : Le train international reliant Amsterdam à Paris sur la ligne 96 déraille à Neufvilles, dans la province du Hainaut, à la suite d'un défaut d'aiguillage. L'accident fait 11 morts et 38 blessés[2].

### Septembre
- 20 septembre : mise en service de la première ligne du métro de Bruxelles.

### Octobre
- 10 octobre : élections communales.

## Culture

### Architecture

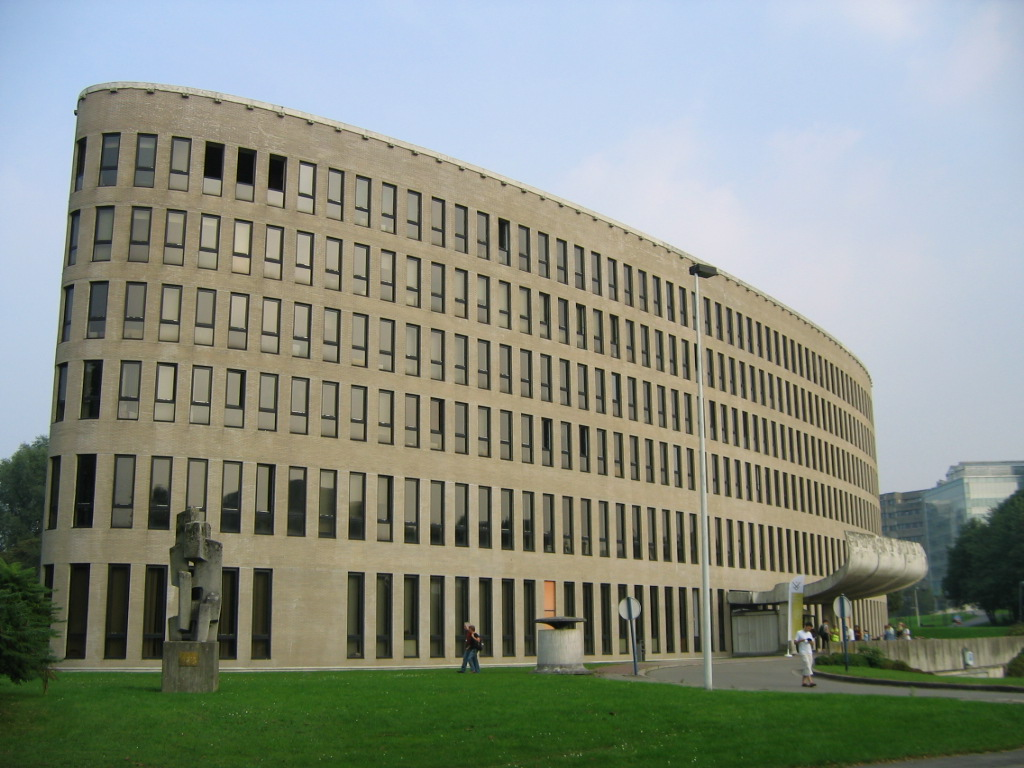
Rectorat de la VUB (Renaat Braem)
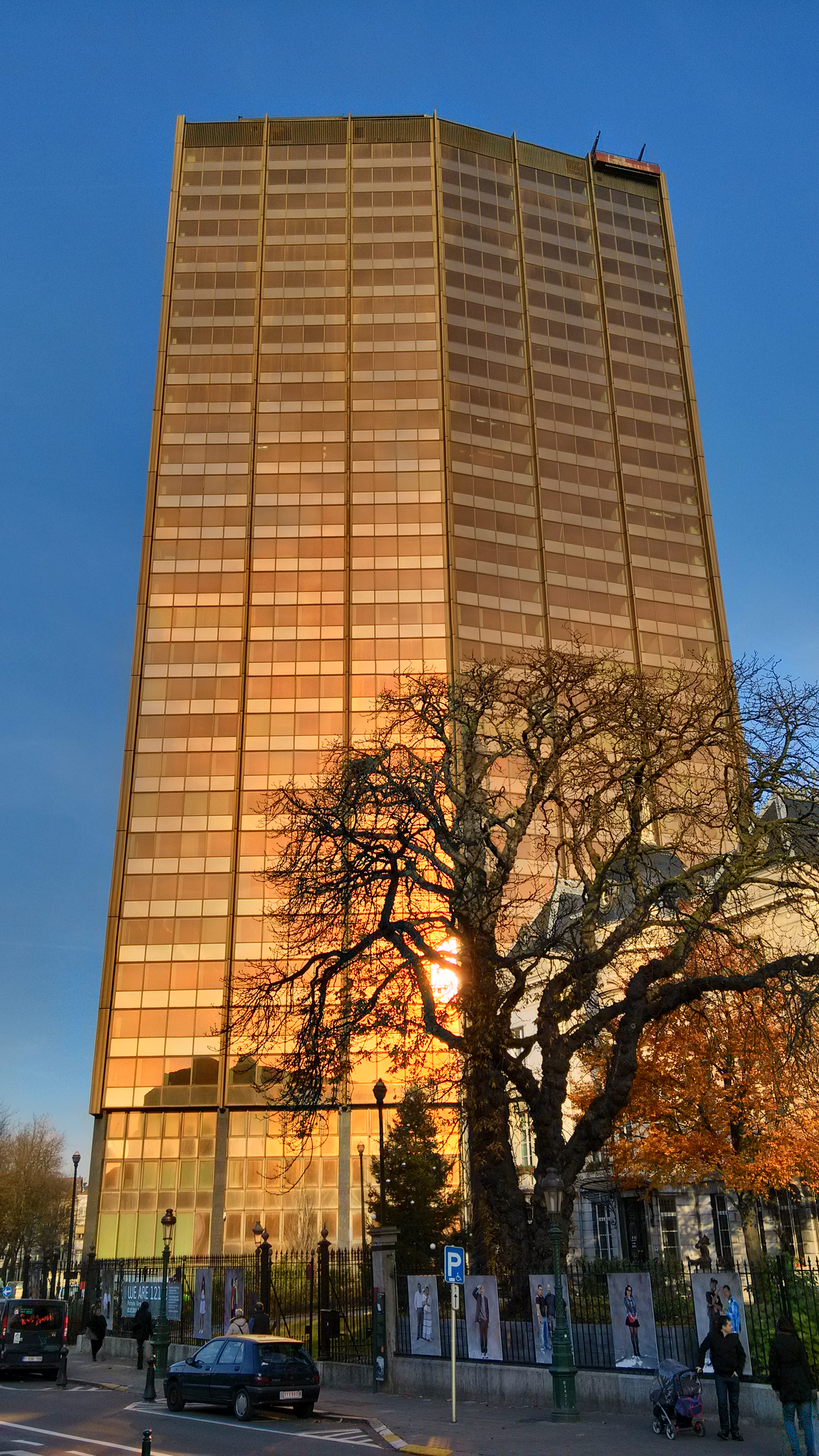
Tour Astro (Bruxelles)

### Bande dessinée
- Tintin et les Picaros.

### Littérature
- Prix Rossel : Gabriel Deblander, L'oiseau sous la chemise.

## Sciences
- Prix Francqui : Walter Fiers (biologie moléculaire, RUG).

## Sports

### Cyclisme
- 18 juillet : le Belge Lucien Van Impe remporte le Tour de France.

## Naissances
- 18 janvier : Laurence Courtois, joueuse de tennis
- 29 janvier : Belle Perez, chanteuse
- 27 février : Ludovic Capelle, coureur cycliste
- 3 mars : Joos Valgaeren, joueur de football
- 16 mars : Géraldine Frippiat, actrice
- 27 avril : Roel Paulissen, coureur cycliste
- 11 juin : Gaëtan Englebert, joueur de football
- 17 juin : Sven Nys, coureur cycliste
- 10 juillet : Wilfried Cretskens, coureur cycliste
- 26 août : Freya Piryns, femme politique
- 19 novembre : Benny Vansteelant, athlète (décédé en 2007)
- 7 décembre : Dave Bruylandts, coureur cycliste
- 11 décembre : Timmy Simons, joueur de football.

## Décès
- 6 janvier : Henry George, coureur cycliste
- 28 janvier : Marcel Broodthaers, plasticien
- 12 février : Paul Boudry, artiste peintre
- 17 février : Jean Servais, acteur
- 16 mars : Albert Lilar, homme politique
- 26 mars : René Lefebvre, homme politique
- 13 avril : Gustave Danneels, coureur cycliste
- 17 avril : Jean-Jacques Gailliard, artiste peintre, graveur et illustrateur.
- 2 août : Charles Moureaux, homme politique
- 10 août : Fernand Dehousse, homme politique
- 14 octobre : Maurice Mareels, artiste peintre
- 29 décembre : Ivo Van Damme, athlète.

## Statistiques
- Population totale au 1er janvier 1976 : 9 813 152 habitants[3].